# Poa polychroa
Poa polychroa là một loài thực vật có hoa trong họ Hòa thảo. Loài này được (Trautv.) Grossh. miêu tả khoa học đầu tiên năm 1939.